# АЕС Дуейн-Арнольд
Енергетичний центр Дуейн Арнольд (DAEC) був єдиною атомною електростанцією в Айові. Він розташований на території 200 га., ділянка на західному березі річки Кедр, 3.2 км., на північний-північний схід від Пало, штат Айова, США, або 13 км., на північний захід від Сідар-Рапідс.
DAEC введено в експлуатацію в лютому 1975 року. 10 серпня 2020 року градирні заводу були пошкоджені під час деречо, і ремонт було визнано неекономічним, оскільки завод планувалося закрити в жовтні 2020 року.
Основним власником і оператором є NextEra Energy Resources (70%). Кооператив Central Iowa Power володіє 20%, а кооператив Corn Belt Power — 10%.

## Історія
У січні 2018 року NextEra Energy оголосила, що малоймовірно, що DAEC працюватиме після 2025 року. Ліцензію на електростанцію було продовжено на 20 років до 2034 року, але розглядали можливість її закриття після того, як Alliant Energy, яка контрактує на 70% електроенергії заводу, оголосила, що натомість буде купувати електроенергію з субсидованих джерел, таких як вітер і природний газ. У липні 2018 року очікувану дату закриття було змінено на жовтень 2020 року. Блок востаннє подавав електроенергію 10 серпня 2020 року через шторм, який завдав дерехо на Середньому Заході серпня 2020 року. У звіті NRC про інцидент, який експерти з ядерної безпеки назвали «тесним викликом» , було виявлено, що стримування радіологічного викиду в навколишнє середовище могло бути неповним, оскільки «вакуум, створений у вторинній захисній камері резервною обробкою газу система була трохи нижче межі технічної специфікації (TS).» 

## Навколишнє населення
Комісія з ядерного регулювання визначає дві зони планування на випадок надзвичайних ситуацій навколо атомних електростанцій: зону впливу шлейфу радіусом 16 км., пов’язане в першу чергу з впливом та вдиханням радіоактивного забруднення, що передається повітрям, і зоною ковтання приблизно 80 км., пов’язаних насамперед із прийомом їжі та рідини, забрудненої радіоактивністю.

Наприкінці 1960-х років Iowa Electric Light & Power Co. (тепер Alliant Energy – West), Central Iowa Power Cooperative і Corn Belt Power Cooperative подали заявку на отримання ліцензії на будівництво атомної електростанції до Комісії з атомної енергії. 17 червня 1970 року було видано дозвіл на будівництво і розпочато роботи. Початковий план передбачав завершення будівництва за 40 місяців за орієнтовною вартістю 250 мільйонів доларів.

## Заводське обладнання
DAEC має один реактор GE BWR-4 із захисною оболонкою Mark I. Двадцять чотири механічні градирні використовували воду з річки Кедр як тепловідвід. Існують потужності для обробки всієї забрудненої води на місці, і DAEC працює за політикою «нульового випуску», щоб не скидати будь-яку забруднену воду назад у річку Кедр. На майданчику існують об’єкти для сухого зберігання відпрацьованого палива ємністю протягом усього терміну експлуатації станції (включаючи продовження ліцензії). 

## Інформація про енергоблоки
| Енергоблок      | Тип реакторів       | Потужність | Потужність | Початок будівництва | Пуск       | Підключення до мережі | Введення в експлуатацію | Закриття   |
| Енергоблок      | Тип реакторів       | Чистий     | Брутто     | Початок будівництва | Пуск       | Підключення до мережі | Введення в експлуатацію | Закриття   |
| --------------- | ------------------- | ---------- | ---------- | ------------------- | ---------- | --------------------- | ----------------------- | ---------- |
| Дуэйн-Арнольд-1 | BWR, BWR-4 (Mark 1) | 601 МВт    | 624 МВт    | 22.06.1970          | 23.03.1974 | 19.05.1974            | 01.02.1975              | 12.10.2020 |

## Вплив громади
У DAEC працюють сотні людей у районі Сідар-Рапідс. Деякі з цих працівників представлені Міжнародним братством робітників-електриків, інші – професіоналами безпеки, поліції та пожежної охорони Америки.